# Benigno Rebullida y Micolau
Benigno Rebullida y Micolau (La Ginebrosa, 1826-Madrid, 1886) va ser un polític i periodista espanyol, diputat a Corts durant el Sexenni Democràtic i senador.

## Biografia
Va néixer al febrer de 1826. Polític i home d'administració, era natural de la localitat turolesa de La Ginebrosa. Va ser diputat en les Corts constituents del Sexenni Democràtic, a més de senador. Va prendre part molt activa en la redacció dels diaris madrilenys La República Ibérica, El Pueblo, La Discusión i La Democracia, a més de ser corresponsal del Diario de Zaragoza. També col·laborà en La Soberanía Nacional.
Amb la proclamació de la Primera República, va ser nomenat director general de Comunicacions, i per la seva iniciativa es va rebaixar la tarifa postal fins a fixar-la en 10 cèntims de pesseta per a les cartes de l'interior de la península ibèrica i Portugal, i en 5 per al de les poblacions. A ell es va deure també un decret exigint condicions d'aptitud i donant garanties d'estabilitat al personal de correus. Posteriorment va ser nomenat governador de l'Havana, càrrec que va exercir molt pocs mesos per haver-l'hi sorprès el cop d'estat de Pavía del 3 de gener de 1874. Va seguir després els corrents de la política de Castelar, a qui va ser fidel. Més tard va treballar per al Banc d'Espanya.
Va morir a Madrid el 14 de maig de 1886 i hauria estat sebollit, presumiblement, en la Sacramental de San Justo.